# Борис Комитов (певец)
Борис Петров Комитов е български поп певец и автор на песни. Свири на пиано и китара.
От 1971 г. насам развива изпълнителска и концертна дейност, записва, създава, аранжира песни и албуми.

## Биография
Комитов е роден в Пловдив на 12 декември 1952 г.

### Произход
Баща му д-р Петър Борисов Комитов (акушер-гинеколог) е съосновател на Пловдивския академичен симфоничен оркестър, в който е концертмайстор и цигулар-солист. Майка му Весела Комитова е по професия юрист с пристрастие към музиката, като свири на пиано.
Фамилията Комитови идва от неговия прадядо по бащина линия (Петър Иванов Милков от Сливен), който е опълченец на Шипка, в състава на VIII опълченска дружина.
Другият му прадядо Александър Евстатиев (полковник в 17-и пех. полк) е потомък на прочутия просветител от Стрелча Тодор Граматик. В неговия дом е бил приютяван Георги Бенковски, а Васил Левски е основал революционен комитет, като членовете му заклева неговият баща поп Иван. Брат му Сава Поп Eвстатиев е съорганизаторит на революционния комитет в Оборище. В деня на влизането на Руските освободителни войски в Пловдив турците изваждат и двете му очи, след което го доубиват. В рода му има 27 свещеници.
Дядо му по бащина линия Борис Петров Комитов е имал чорапна фабрика в Сливен, отнета по закона за национализацията от 1947 г
Дядо му по майчина линия Христо Иванов Махлебашиев е последният председател на предишния апелативен съд в Пловдив до закриването му на 1 юли 1948 г.

### Ранни години
Едва на 7 г., Комитов печели второ място на конкурс по пиано в Пловдив. Започва да пее в края на 60-те години на миналия век, в известен смисъл повлиян от виталността и магнетичната сила в песните на големия поп певец Емил Димитров.
В периода 1969 – 1971 г. изнася концерти с песните на Емил Димитров и италиански песни.
През 1971 г. написва първата си песен ”Сбогом, море” по текст на поета Христофор Плевенски. Двамата създават през годините добър творчески тандем.
От 1971 до 1973 г. е войник в културния взвод на Дова на народната армия в Пазарджик заедно с певеца Христо Петров и изнася стотици концерти.
Завършва строително инженерство в София през 1978 г.

### Творчество
През 1973 – 1977 г. основава свой състав, с който изнася множество концерти заедно с редица от известните по онова време изпълнители и артисти, сред които Георги Парцалев.
През септември същата година след среща с многоуважаван и известен български композитор решава, че за певец като него, близък по стил до Емил Димитров, няма място в България. Това окончателно оформя решението му да се върне в Пловдив и да започне работа като инженер, тъй като певец по кръчмите определено не го привлича.
През 1995 г. издава първия си албум, озаглавен „Борис Комитов“, на музикална касета.
През 1996 г. негова песен е класирана на 14-място в Топ-100 в източната част на Германия. Песента се казва „Liebe ist das was Dein Herz begehrt“ и се изпълнява от германската певица Кристина Шаде.
През 2003 година издава албума „Говорете ми за Нея“, чиьто премиера е в Летния театър в Пловдив на 3 септември 2003 г. В концерта участват примата Лили Иванова, Иван Лечев, Георги Мамалев, Христо Кидиков, Роси Русева и Пенка Коева.
Същата година получава наградата за най-добър идеен албум на годината от „Нов музикален съюз“ и „Арт и Рок – Поп център за България“. Това отличие на Комитов е за неговото търсене и налагане на собствена линия, подчертан осезаем стил в музицирането и аранжирането на песните му.
Следващата година прави концерти с Лили Иванова, Митко Щерев и Драго Драганов.
През 1992 г. певицата Росица Овчарова печели 1-во място и наградата на публиката в конкурса ”Откритие-92“ с неговата песен „Послание“ във Варна.
През 2002 г. певицата Анна Овчарова със същата песен печели 1-во място за най-добър поп изпълнител на 2001 г. в конкурса „Сезони“ в Бургас.
Комитов е написал песен за детската група „Слънчице“.
През 2006 г. издава албума „Съпруг, любовник или... мълчалив свидетел“.
През октомври 2012 г. издава албума „Особен урок“. Промоцията на албума е в Драматичния театър в Пловдив със специалното участие на Йорданка Христова, Роси Русева и балет „Магика“ на 1 декември 2012 г.
През 2013 г. написва песента „Тъжна е нощта“ специално за последния албум на Йорданка Христова и концерта ѝ през декември същата година.
През периода 2013 – 2014 г. по негови подбрани музикални композиции Стоиц Гъдев прави записи и аранжименти на пиано в класически стил.
За Коледа през 2014 г. издава православен църковен диск за Иисус Христос, раздал се на всички вярващи, в храм-паметника Свети Александър Невски (София).
В началото на декември 2015 г. с благословението на Великотърновския митрополит Григорий издава първия по рода си църковен диск за Светия Синод на Българската православна църква със заглавие „Господ Иисус Христос“.
През същия месец декември 2015 г. издава нов двоен албум със заглавие „Колко ми липсваш“. Aлбумът е аранжиран основно от Стоиц Гъдев и в него участват музикантите Иван Лечев, Веселин Койчев, Светлин Стайков. Промоцията на албума е в Дома на културата „Борис Христов“ в [Пловдив със специалното участие на Йорданка Христова, Стоиц Гъдев, Роси Русева, Цецо от Respect и Балет „Pointe“ на 12 декември 2015 г.
В албумите му участват известните музиканти Иван Лечев, Веселин Койчев, Боян Динев, Стоиц Гъдев, Иван Димитров и др.
През септември 2018 г. издава нов двоен албум със заглавие „Моите песни“, който представлява разходка с песните му през годините.
В края на 2019 г. в памет на поета Христофор Плевенски издава албума „Борис Комитов по текстове на Христофор Плевенски“.
Прощалното му задгранично турне през 2020 г. пропада заради КОВИД пандемията.
През април 2022 г. излиза новият му албум „Аз не бях той“, а главната песен в него е „Смисълът на човешкия живот“.
През 2023 г. издава песента „Пловдив Пловдив“, която по гледаемост за града е на първите позиции, а клипа към нея е без аналог.
Обръщайки се назад във времето след песни като - „Само ти не ме предаде мамо“, „Татко мой“ , „Колко ми липсваш“, „Искам да те обичам“, „Господ Иисус Христос“, през 2024 г. издава трилогия от три диска - „Песните на моя живот“, което е най - доброто сътворено от него.
Има 2 деца: Борис (акушер-гинеколог) и Весела (юрист).

## Дискография

### Студийни албуми

#### Борис Комитов (1995)[8]

##### Страна А
| Номер | Песен         | Изпълнители                                     |
| ----- | ------------- | ----------------------------------------------- |
| 1     | В твоя живот  | м. Б. Комитов т. Хр. Плевенски ар. Ив. Димитров |
| 2     | Ако някога... | м., т. и ар. Б. Комитов                         |
| 3     | Лили          | м., т. и ар. Б. Комитов                         |
| 4     | Ти се върна   | м., т. и ар. Б. Комитов                         |
| 5     | Соня          | м. и ар. Б. Комитов т. Хр. Плевенски            |
| 6     | Бъди щастлива | м. и ар. Б. Комитов т. Хр. Плевенски            |
| 7     | Синтия        | м., т. и ар. Б. Комитов                         |

##### Страна Б
| Номер | Песен                                                       | Изпълнители                                    |
| ----- | ----------------------------------------------------------- | ---------------------------------------------- |
| 8     | Песен за любов                                              | м. и ар. Б. Комитов т. Хр. Плевенски           |
| 9     | Ако ти се върнеш...                                         | м., т. и ар. Б. Комитов                        |
| 10    | Защо си отиваш?                                             | м., т. и ар. Б. Комитов                        |
| 11    | Илюзията любов                                              | м., т. и ар. Б. Комитов                        |
| 12    | Нощни страсти /дует с Венета Радоева/                       | м. и ар. Б. Комитов т. В. Радоева и Б. Комитов |
| 13    | Без спомени /live – Студенски дом – София 12 април 1976 г./ | м. и ар. Б. Комитов т.Х р. Плевенски           |

##### Музиканти
- Клавишни и Китара:

Борис Комитов – 2,3,4,5,6,7,9,10,11,12
- Клавишни и Китара:

Иван Димитров – 1
- Сборен Оркестър – 8 и 13

#### „Говорете Ми За Нея“ (2003)[9]
| Номер | Песен                                            | Изпълнители                                       |
| ----- | ------------------------------------------------ | ------------------------------------------------- |
| 1     | Желание                                          | м. Б. Комитов, т. Хр. Плевенски, ар. В. Койчев    |
| 2     | Огнен танц                                       | м. Б. Комитов, т. Хр. Плевенски, ар. В. Койчев    |
| 3     | Ако ти не си...                                  | м. и т. Б. Комитов, ар. В. Динев                  |
| 4     | Малка приказка                                   | м. и т. Б. Комитов, ар. В. Динев                  |
| 5     | Вземи ме                                         | м. Б. Комитов, т. Хр. Плевенски, ар. В. Койчев    |
| 6     | Говорете ми за Нея                               | м. и т. Б. Комитов, ар. В. Койчев                 |
| 7     | Двама                                            | м. Б. Комитов, т. Т. Въртигов, ар. Б. Динев       |
| 8     | Орисия                                           | м. и т. Б. Комитов, ар. Б. Динев                  |
| 9     | Помня твоето сбогом /дует с Росица Овчарова/     | м. и т. Б. Комитов, ар. Б. Динев                  |
| 10    | Само ти не ме предаде, мамо /дует с Пенка Коева/ | м. и т. Б. Комитов, ар. Б. Динев                  |
| 11    | БОГ е любов                                      | м. Б. Комитов, т. Хр. Плевенски, ар. Б. Динев     |
| 12    | Емигрант                                         | м. Б. Комитов, т. Хр. Плевенски, ар. Ив. Димитров |
| 13    | Пак сме сами                                     | м. т. и ар. Б. Комитов                            |
| 14    | Мечтаната                                        | м. Б. Комитов, т. Хр. Плевенски, ар. В. Койчев    |
| 15    | Крадец не съм...                                 | м. т. и ар. Б. Комитов                            |
| 16    | Не е било любов, а само секс                     | м. и ар. Б. Комитов                               |

##### Музиканти
- Клавишни:

Боян Динев – 2, 4, 7, 8, 9, 10, 1,1 13, 16
Веселин Койчев – 1, 3, 5, 6, 14
Иван Димитров – 12
- Китара и Цигулка:

Иван Лечев – 2, 8, 9, 10, 11, 12, 13, 16
- Китари:

Веселин Койчев – 1, 3, 4, 6, 7 14, 15
- Тромпет:

Емил Плачков – 2
- Саксофон:

Владимир Хаджииванов-Доктора – 1, 3, 14, 16
Мишел Нахабедян – 4, 6
- Вокали:

Радиана Димитрова и Росица Овчарова

#### „Съпруг, Любовник или... Мълчалив Свидетел“ (2006)[10]

##### Издадени песни
| Номер | Песен                                    | Изпълнители                                    |
| ----- | ---------------------------------------- | ---------------------------------------------- |
| 1     | Всеки път щом те видя                    | м. и т. Б. Комитов, ар. В. Койчев              |
| 2     | Загаси луната                            | м. и т. Б. Комитов, ар. Веселин Койчев         |
| 3     | Съпруг, любовник или...мълчалив свидетел | м. и т. Б. Комитов, ар. Веселин Койчев         |
| 4     | Новата любов                             | м. и т. Б. Комитов, ар. Б. Динев               |
| 5     | Хубаво ни беше с тебе                    | м. и т. Б. Комитов, ар. В. Койчев              |
| 6     | Новата кола                              | м. и ар. В. Койчев, т. Хр. Плевенски           |
| 7     | Грях                                     | м. и т. Б. Комитов, ар. Ив. Лечев              |
| 8     | Срещал съм и щастливи хора...            | м. и т. Б. Комитов, ар. Ив. Лечев              |
| 9     | Безсъници                                | м. Е. Мориконе, т. Б. Комитов                  |
| 10    | Вселена любов                            | м. Б. Комитов, т. Хр. Плевенски, ар. В. Койчев |
| 11    | Докторе, кажи!                           | м. и т. Б. Комитов, ар. В. Койчев              |
| 12    | Мираж в пустинята /Соат/                 | м. и т. Б. Комитов, ар. В. Койчев              |

##### Неиздадени през годините песни
| Номер | Песен            | Изпълнители                                       |
| ----- | ---------------- | ------------------------------------------------- |
| 13    | Заради тебе      | м. Б. Комитов, т. Хр. Плевенски, ар. Ив. Димитров |
| 14    | Аз търся любовта | м. Б. Комитов, т. Хр. Плевенски, ар. Ив. Димитров |
| 15    | Падаща звезда    | м. Б. Комитов, т. Хр. Плевенски, ар. Б. Динев     |
| 16    | Сбогом, море     | м. Б. Комитов, т. Хр. Плевенски, ар. Б. Динев     |

##### Музиканти
- Клавишни:

Веселин Койчев – 1, 2, 3, 5, 6, 10, 11, 12
Боян Динев – 4, 15, 16
Иван Лечев – 7, 8
Иван Димитров – 13, 14
- Китари:

Веселин Койчев – 2, 3, 5, 6, 10, 11, 12, 15, 16
Иван Лечев – 1, 4, 5, 7, 8, 13, 14
- Саксофон:

Мишел Нахабедян – 3
- Вокали:

Росица Овчарова и Радиана Задума

#### „Особен Урок“ (2012)[11]
| Номер | Песен                                         | Изпълнители                            |
| ----- | --------------------------------------------- | -------------------------------------- |
| 1     | Искам да те обичам                            | м. и т. Б. Комитов, ар. Веселин Койчев |
| 2     | Не ме забравяй!                               | м. и т. Б. Комитов, ар. Веселин Койчев |
| 3     | Особен урок                                   | м. и т. Б. Комитов, ар. Веселин Койчев |
| 4     | И…тя дойде                                    | м., т. и ар. Б. Комитов                |
| 5     | Обичаш ли ме още?                             | м. и т. Б. Комитов                     |
| 6     | Какво за тебе бях…? /дует с Михаела Табакова/ | м., т. и ар. Б. Комитов                |
| 7     | Мисли си за Жена                              | м., т. и ар. Б. Комитов                |
| 8     | В името на Любовта                            | м. и т. Б. Комитов, ар. Веселин Койчев |
| 9     | Обичам я!                                     | м. и т. Б. Комитов, ар. Веселин Койчев |
| 10    | Големите пари                                 | м., т. и ар. Б. Комитов                |
| 11    | Не ме моли                                    | м., т. и ар. Б. Комитов                |
| 12    | Зима е…                                       | м. и т. Б. Комитов, ар. Иван Димитров  |
| 13    | Нашата раздяла                                | м. и т. Б. Комитов, ар. Веселин Койчев |
| 14    | Най-прекрасната жена                          | м. и т. Б. Комитов, ар. Иван Димитров  |
| 15    | Скитник в любовта                             | м. т. и ар. Б. Комитов                 |
| 16    | Болката на залеза                             | м. и т. Б. Комитов, ар. Веселин Койчев |
| 17    | Живота, смъртта и… любовта                    | м. и т. Б. Комитов, ар. Иван Димитров  |
| 18    | Нашето лято                                   | м. и т. Б. Комитов, ар. Иван Димитров  |
| 19    | Не ме разбра                                  | м. и т. Б. Комитов, ар. Веселин Койчев |
| 20    | Обичаш ли ме още?                             | м. и т. Б. Комитов                     |
| 21    | Божествен свят                                | м. и т. Б. Комитов, ар. Веселин Койчев |

##### Музиканти
- Клавишни:

Веселин Койчев – 1,2,3,7,8,9,10,13,16,18,19,21
Боян Динев – 15
Стоиц Гъдев – 20,21
- Китара:

Веселин Койчев – 1,2,3,7,8,9,10,13,16,17,19,21
- Клавишни и Китара:

Иван Димитров – 12,14,17,18
Светлин Стайков – 4,6,11
- Китара:

Иван Лечев – 15
- Вокали:

Росица Овчарова, Радиана Задума, Константин Георгиев и Светлина Койчева

#### „Колко Ми Липсваш“ (2016)[12]

##### Диск 1
| Номер | Песен                                      | Изпълнители                               |
| ----- | ------------------------------------------ | ----------------------------------------- |
| 1     | Колко ми липсваш                           | м., т. и ар. Борис Комитов                |
| 2     | Ти знаеш ли…?                              | м. и т. Борис Комитов, ар. Иван Лечев     |
| 3     | На самотен остров /дует с Дес Иванова/     | м., т. и ар. Б. Комитов                   |
| 4     | Защо ме остави сам?                        | м., т. и ар. Б. Комитов                   |
| 5     | Подари ми една нощ                         | м. и т. Борис Комитов, ар. Стоиц Гъдев    |
| 6     | Не можем върна времето                     | м. и т. Борис Комитов, ар. Стоиц Гъдев    |
| 7     | Да те забравя /дует с Цецо – Respect/      | м., т. и ар. Б. Комитов                   |
| 8     | Говорете ми за Нея                         | м. и т. Борис Комитов, ар. Стоиц Гъдев    |
| 9     | Говориш ми                                 | м., т. и ар. Б. Комитов                   |
| 10    | Казино                                     | м. и т. Борис Комитов, ар. Стоиц Гъдев    |
| 11    | В приказните нощи                          | м. и т. Борис Комитов, ар. Стоиц Гъдев    |
| 12    | Всеки път щом те видя /дует с Роси Русева/ | м. и т. Борис Комитов, ар. Веселин Койчев |
| 13    | Под звуците на тъжна песен                 | м., т. и ар. Б. Комитов                   |
| 14    | Аз още те чакам – live                     | м., т. и ар. Б. Комитов                   |
| 15    | Дали ще те срещна отново?                  | м. и т. Борис Комитов, ар. Стоиц Гъдев    |
| 16    | Рождество Христово                         | м. и т. Борис Комитов, ар. Стоиц Гъдев    |
| 17    | Господ Иисус Христос                       | м., т. и ар. Б. Комитов                   |
| 18    | Господ Иисус Христос – 2 част              | м., т. и ар. Б. Комитов                   |

##### Диск 2
Instrumental: Инструментален
| Номер | Песен                                                         | Изпълнители                       |
| ----- | ------------------------------------------------------------- | --------------------------------- |
| 1     | Winter time / Зима е /                                        | м. Борис Комитов, ар. Стоиц Гъдев |
| 2     | On deserted island / На самотен остров/                       | м. Борис Комитов, ар. Стоиц Гъдев |
| 3     | Doused moon / Загаси луната/                                  | м. Борис Комитов, ар. Стоиц Гъдев |
| 4     | In the name of love /В името на любовта/                      | м. Борис Комитов, ар. Стоиц Гъдев |
| 5     | Do you love me still?/ Обичаш ли ме още?/                     | м. Борис Комитов, ар. Стоиц Гъдев |
| 6     | Be happy /Бъди щастлива/                                      | м. Борис Комитов, ар. Стоиц Гъдев |
| 7     | Talk to me about her /Говорете ми за Нея/                     | м. Борис Комитов, ар. Стоиц Гъдев |
| 8     | Why leave me alone?/Защо ме остави сам?/                      | м. и ар. Б. Комитов               |
| 9     | Casino /Казино/                                               | м. Борис Комитов, ар. Стоиц Гъдев |
| 10    | Only you have not betray me, mom /Само ти не ме предаде мамо/ | м. Борис Комитов, ар. Стоиц Гъдев |
| 11    | Do you know…? /Ти знаеш ли…?/                                 | м. Борис Комитов, ар. Стоиц Гъдев |
| 12    | Defiantly lesson / Особен урок/                               | м. Борис Комитов, ар. Стоиц Гъдев |
| 13    | Destiny /Орисия/                                              | м. Борис Комитов, ар. Стоиц Гъдев |
| 14    | I want to love you /Искам да те обичам/                       | м. Борис Комитов, ар. Стоиц Гъдев |
| 15    | Christmas! /Рождество Христово/                               | м. Борис Комитов, ар. Стоиц Гъдев |

##### Музиканти
- Диск 1:

Клавишни:
Стоиц Гъдев – 1,4,5,6,8,10,11,15,16,17,18
Иван Лечев – 2
Светлин Стайков – 3,7,9
Веселин Койчев – 12
Китари:
Светлин Стайков – 1,5,6,7,8,9,10,11,14,15,16,17,18
Иван Лечев – 2,4,12
Ричард Мантарлиев – 3
Цигулка:
Светлин Стайков – 16
- Диск 2:

Китари:
Светлин Стайков
Иван Лечев – 8
Клавишни:
Стоиц Гъдев
Солист изпълнител:
Стоиц Гъдев